# Borore
Borore – miejscowość i gmina we Włoszech, w regionie Sardynia, w prowincji Nuoro. Graniczy z Aidomaggiore, Birori, Dualchi, Macomer, Norbello, Santu Lussurgiu i Scano di Montiferro.
Według danych na rok 2004 gminę zamieszkiwało 2348 osób, 55,9 os./km².